# Echo, Utah
Echo, historiskt även känt som Echo City, är en ort i Utah, USA, statistiskt definierad som census-designated place. Echo tillhör administrativt Summit County och hade 56 invånare vid 2010 års federala folkräkning.

## Historia

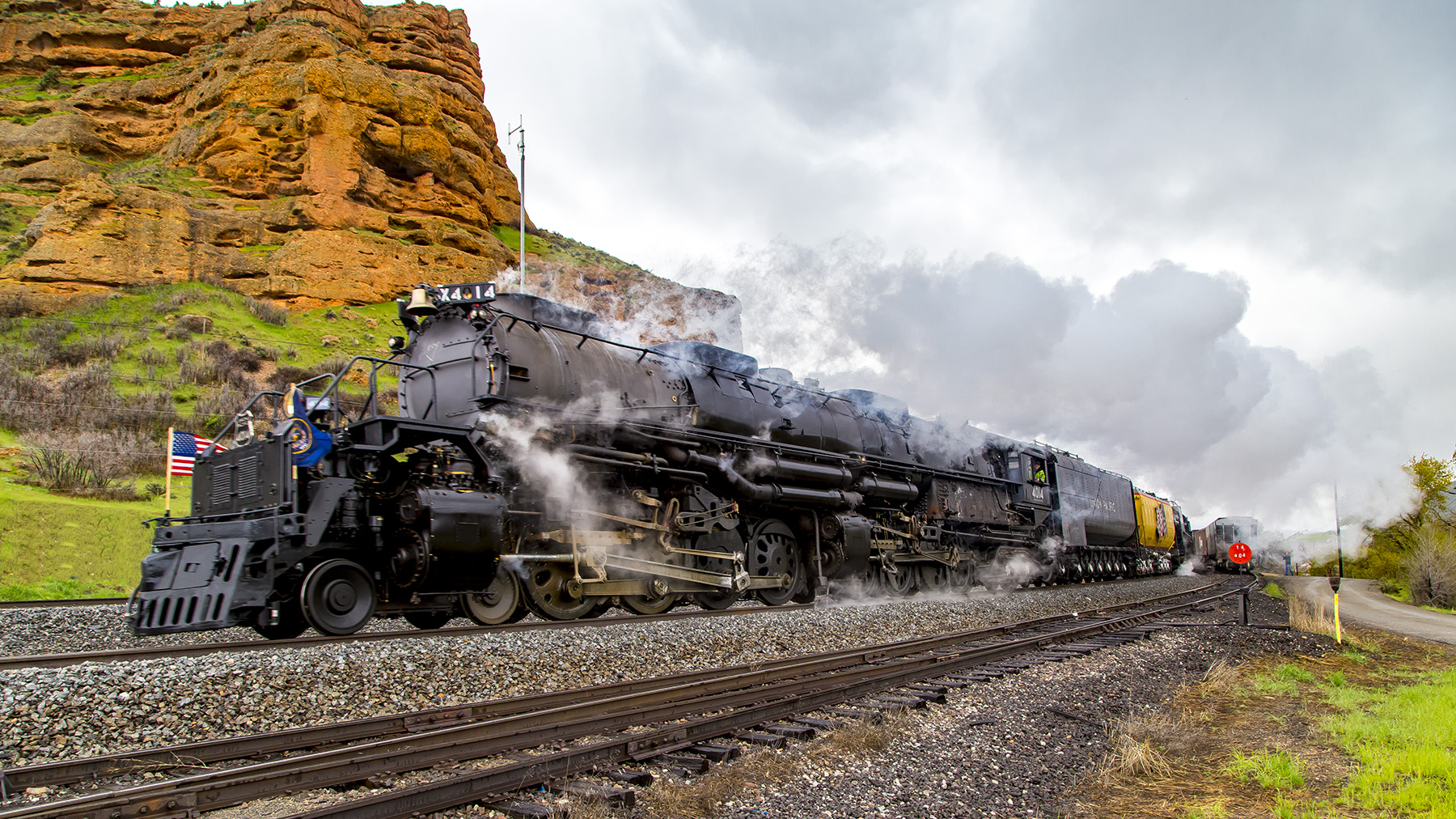
4-8-8-4 Big Boy No. 4014 bestiger Echo Kanyon maj 2019.

Orten grundades 1854 vid Mormon Trail, mormonernas historiska nybyggarled från Illinois till Utah. Namnet valdes efter den närbelägna kanjonen Echo Canyon, som mynnar här. När Union Pacific konstruerade den första transamerikanska järnvägen genom bergen 1868–1869 uppfördes en station i Echo, med en sidolinje mot silvergruvorna nära Park City, Utah. Orten hade fram till andra världskriget en viktig roll för järnvägen som kol- och vattendepå för tåg på Union Pacifics transamerikanska stambana. Vid Echo kopplades ofta hjälplokomotiv på östgående tåg för att hantera den branta lutningen upp längs Echo Canyon till Wahsatch. Framförallt under andra världskriget upplevde järnvägen här en blomstringsperiod på grund av de omfattande transporterna. I och med övergången till dieseldrift, som avslutades under åren efter kriget, var Echos kol- och vattendepå överflödig och koldepån med tillhörande infrastruktur lades ned och revs. Under 1960-talet hade Echo förlorat sin betydelse som järnvägsstad men var fortfarande av viss betydelse som vägskäl och rastplats där den federala landsvägen U.S. Route 530 (idag U.S. Route 189) anslöt till U.S. Route 30S (idag ersatt av Interstate 84). I och med motorvägsutbyggnaden förbi ortskärnan fram till 1970-talet kom dock ortens serviceutbud att minska. Idag finns några bostadshus, ett motell, en restaurang, en bar och en busstation i orten.

## Sevärdheter
De omkringliggande kanjonerna erbjuder många utsiktspunkter. Av ortens historiska bebyggelse har bland annat den historiska kyrkobyggnaden och kyrkskolan från 1876, samt skolan och postkontoret från 1900-talets början bevarats och upptagits i National Register of Historic Places.

## Kommunikationer
Den transkontinentala motorvägen Interstate 80 österifrån förgrenar sig här i Interstate 80 vidare sydväst mot Salt Lake City och San Francisco och Interstate 84 nordväst vidare mot Ogden, Utah och Portland, Oregon. Echo är därmed sydöstra ändpunkten för den västliga Interstate 84.

## Inom populärkultur
De visuella romanerna Echo, The Smoke Room, och Arches utspelar sig i områden som är baserade på Echo och de kringgående områdena.